# Lucy Tovar
Lucy Tovar (Ciudad de México, 1952 - El Paso, Texas; 1 de noviembre de 2020) fue una actriz mexicana de cine, teatro y televisión, reconocida por sus participaciones en películas mexicanas de los años 70 y 80 como en melodramas y series de televisión.
Fue sobrina de la primera actriz Lupita Tovar, protagonista de la cinta Santa primera película sonora del cine mexicano.

## Biografía
Comenzó su carrera a los diecinueve años debutando en cine en la cinta Mecánica nacional a lado de figuras del cine de oro mexicano como Manolo Fábregas, Lucha Villa y Sara García.
Realizó destacadas participaciones en producciones de Televisa como Corazón salvaje, Mujeres engañadas, Amar otra vez entre otras.
En 2017 se graduó de la carrera de Medios Digitales en la Universidad de El Paso, Texas. 
En los años 70 sostuvo un romance con el actor estadounidense Burt Reynolds.

### Fallecimiento
Debido a su deteriorado estado de salud falleció a los 68 años el 1 de noviembre de 2020 a causa de un paro cardíaco.

## Filmografía

### Telenovelas
- Yo amo a Juan Querendón (2007-2008) - Adelaida
- Barrera de amor (2005-2006) - Bertha
- Amar otra vez (2004) - Blanca
- La otra (2002) - Celina Chávez
- Mujeres engañadas (1999-2000) - Casilda de Montero
- Caminos cruzados (1994-1995) - Rocío Navarro
- La traición (1984-1985)
- Extraños caminos del amor (1981-1982) - Irene Guerra
- La señorita Robles y sus hijos (1979)
- Corazón salvaje (1977-1978) - Janina[7]
- Lo imperdonable (1975-1976) - Lucía
- El manantial del milagro (1974) - Angélica

### Series
- La rosa de Guadalupe (2009-2010) - Agustina / Nina
- Central de abasto (2008) - Cristina
- Mujer, casos de la vida real (1999-2005)

### Cine
- Los 6 mandamientos de la risa (1999)
- Reclusorio III (1999)
- Le pegaron al gordo (La Lotería II) (1994)
- El hijo de Pedro Navaja (1986)
- Los guaruras (1985)
- Los malvivientes (1985)
- La caravana de la muerte (1985) - Kira
- Hospedándose con la Muerte (1981) - Elena
- Las grandes aguas (1980) - Lena
- Divinas palabras (1978)
- Capulina chisme caliente (1977)
- Como gallos de pelea (1977) - María
- Zacazonapan (1976)
- Yo y Mi Mariachi (1976)
- El secuestro (1974)
- Peregrina (1974)
- Lágrimas de mi barrio (1973) - Margarita
- Entre pobretones y ricachones (1973) - Lupita
- El vals sin fin (1972)
- Mecánica nacional (1971) - Chica joven en grupo